# Æthelnoth (évêque de Londres)
Pour l'archevêque de Cantorbéry, voir Æthelnoth.
Æthelnoth est un prélat anglais du début du IXe siècle. Il est évêque de Londres aux alentours de 811-816.

## Biographie
Æthelnoth atteste sur quatre chartes (S 167, 170, 173 et 180) datant respectivement de 811 (incertain), 812, 814 et 816. Il assiste à des synodes à Londres en 812 et à Chelsea en 816. Il subsiste une copie de sa profession de foi adressée à l'archevêque de Cantorbéry Wulfred au moment de sa consécration. Dans les listes épiscopales, il figure entre Osmund, mentionné pour la dernière fois en 805, et Ceolberht, qui apparaît dans les sources à partir de 824.